# Aseptis luteocinerea
Aseptis luteocinerea är en fjärilsart som beskrevs av Smith 1900. Aseptis luteocinerea ingår i släktet Aseptis och familjen nattflyn. Inga underarter finns listade i Catalogue of Life.